# سفارة المغرب في النمسا
سفارة المغرب في النمسا هي أرفع تمثيل دبلوماسي لدولة المغرب لدى النمسا. تقع السفارة بفيينا العاصمة وهي تهدف لتعزيز المصالح المغربية في النمسا.
عز الدين فرحان هو السفير الحالي منذ 25 يونيو 2019.

## السفارة
تقغ السفارة بشارع هازناور او هازناورشتراس رقم 57 الرمز البريدي 1180 بفيينا (بالألمانية: Hasenauerstraße 57, 1180 Wien).

## سفراء المغرب في النمسا
| الإسم                     | الصورة | تاريخ التعيين  | تاريخ تقديم أوراق الإعتماد | تاريخ انتهاء المهمة | ملك المغرب                       | رئيس النمسا  |
| ------------------------- | ------ | -------------- | -------------------------- | ------------------- | -------------------------------- | ------------ |
|                           |        |                |                            |                     | الحسن الثاني                     |              |
| محمد توفيق القباج         |        |                |                            |                     | كورت فالدهايم                    |              |
| محمد الحبيب الفاسي الفهري |        | 1990           |                            | 1994                | كورت فالدهايم/توماس كليستيل      |              |
| محمد رضا الفاسي           |        | 1994           |                            | 1995                | توماس كليستيل                    |              |
| عبد الرحيم بنموسى         |        | 3 فبراير 1995  |                            |                     | توماس كليستيل                    |              |
| تاج الدين بادو            |        | 19 أبريل 2000  |                            |                     | توماس كليستيل                    | محمدد السادس |
| عمر زنيبر                 |        | 23 أبريل 2003  |                            | 5 ديسمبر 2011       | توماس كليستيل/هاينز فيشر         | محمدد السادس |
| علي المحمدي               |        | 6 ديسمبر 2011  |                            | 2016                | هاينز فيشر                       | محمدد السادس |
| لطفي بوشعراء              |        | 13 أكتوبر 2016 | 31 يناير 2017              |                     | هاينز فيشر/الكسندر فان دير بيلين | محمدد السادس |
| عز الدين فرحان            |        | 25 يونيو 2019  |                            |                     | الكسندر فان دير بيلين            | محمدد السادس |